# EHD1
EHD1‏ (EH domain containing 1) هوَ بروتين يُشَفر بواسطة جين EHD1 في الإنسان.